# 1ra. Sección Colonia Villa Morelos
1ra. Sección Colonia Villa Morelos är en ort i Mexiko.   Den ligger i kommunen Emiliano Zapata och delstaten Morelos, i den sydöstra delen av landet, 70 km söder om huvudstaden Mexico City. 1ra. Sección Colonia Villa Morelos ligger 1 211 meter över havet och antalet invånare är 246.
Terrängen runt 1ra. Sección Colonia Villa Morelos är kuperad åt nordost, men åt sydväst är den platt. Runt 1ra. Sección Colonia Villa Morelos är det tätbefolkat, med 591 invånare per kvadratkilometer. Närmaste större samhälle är Cuernavaca, 13,1 km norr om 1ra. Sección Colonia Villa Morelos. I omgivningarna runt 1ra. Sección Colonia Villa Morelos växer huvudsakligen savannskog.